# Stjärtmesar
Stjärtmesar (Aegithalidae) är en familj fåglar inom ordningen tättingar. Den delas in i tre släkten med sammanlagt elva arter:
- Släkte Leptopoecile
  - Violsångare (Leptopoecile sophiae)
  - Tofsviolsångare (Leptopoecile elegans)
- Släkte Psaltriparus
  - Buskmes (Psaltriparus minimus)
- Släkte Aegithalos
  - Stjärtmes (A. caudatus)
  - Gråstrupig stjärtmes (A. glaucogularis)
  - Vitkindad stjärtmes (A. leucogenys)
  - Javastjärtmes (A. exilis)
  - Rödhättad stjärtmes (A. concinnus)
  - Vitstrupig stjärtmes (A. niveogularis)
  - Svartbrynad stjärtmes (A. iouschistos)
  - Sotstjärtmes (A. fuliginosus)

Javastjärtmesen placerades tidigare i det egna släktet Psaltria. DNA-studier visar dock att den är en del av släktet.